# جين سيمور
جين سيمور (حوالي 1508 - 24 أكتوبر 1537) كانت ملكة إنجلترا والزوجة الثالثة للملك هنري الثامن منذ زواجهما في 30 مايو 1536 وحتى وفاتها في العام التالي. أصبحت ملكة بعد إعدام زوجة هنري الثانية آن بولين، التي اتهمها الملك هنري الثامن بالزنا بعد فشلها في إنجاب الوريث الذكر الذي كان يرغب فيه بشدة. ومع ذلك، توفيت جين بسبب مضاعفات ما بعد الولادة بعد أقل من أسبوعين من ولادة طفلها الوحيد الملك المستقبلي إدوارد السادس. كانت الزوجة الوحيدة لهنري التي تلقت جنازة ملكية؛ ودُفن لاحقًا إلى جانب رفاتها في كنيسة القديس جورج، قلعة وندسور.
كانت جين سيمور إحدى وصيفات الملكة السابقة آن بولين زوجة الملك هنري الثانية. لم تحظ جين سيمور بقدر عالي من التعليم كزوجتيه الأولى أو الثانية، فلم تكن تعرف القراءة أو الكتابة. كانت سيمور بدينة بعض الشيء، حيث لم تكن تمارس الرياضة، وكانت دائمة الإحساس بالإرهاق. وبعد تسعة أشهر من الزواج، أنجبت للملك وريثًا ذكرًا، والذي قامت الاحتفالات الكبيرة لقدومه، إلا أنها توفيت بعد 12 يومًا من الولادة، وتزوج هنري بعدها من زوجته الرابعة آن كليفز.
على العكس من آن بولين، لم تشارك جين سيمور في شؤون الملك، إلا في عام 1536، عندما طلبت من الملك أن يغفر للمشاركين في تمرد حركة مهاجري الرحمة. رفض هنري طلبها، وذكرها بمصير آن بولين عندما تدخلت في شؤون الملك.